# Игнатий Смолянин
Диакон Игна́тий Смоля́нин (? — 1405 год?) — древнерусский путешественник XIV века в Св. Землю, родом из Смоленского княжества, о котором неоднократно упоминается в его сочинениях.

## Паломничество
В 1389 году диакон Игнатий, вместе с епископом смоленским Михаилом и митрополитом Пименом, выехал в Константинополь, где пробыл до 1393 года. Затем посетил Иерусалим между 1393—1395 гг., а с 1396 г. поселился на Афоне, где, вероятно, и скончался в 1405 году. Ему принадлежит описание путешествия, которое дошло лишь в отрывках.

### Сочинения
Известны его сочинения, являющиеся ценными историческими источниками:
- «Путь от Москвы до Царьграда»;
- «Описание Царьграда»;
- «Повесть об Амурате и о битве на Косовом поле» или «Сказание о царе Амурате и о битве его с сербским последним независимым князем — Лазарем».
- «Распря византийского императора Иоанна IV Колояна с Мануилом II»;
- «Венчание на царство Мануила II» или «Описание венчания»;
- «Хождение в Иерусалим»,
- «Описание Солуня и Св. Горы (Афона)»,
- «Краткий летописец», приписываемый ему митрополитом Евгением.

Слог Игнатия краток, лаконичен, но вместе с тем точен.

### Печатные издания
- Сочинение диакона Игнатия о Иерусалиме издано по Софийскому списку XVI в. палестинским обществом, с комментарием С. В. Арсеньева;
- сочинения Игнатия Смолянина включены:
  - в «Сказания русского народа» И. Сахарова (т. II);
  - в состав Никоновского списка летописи;
  - в «Русский временник»;
  - в «Историю» Татищева;
- краткий пересказ хождения диакона в св. Землю у Ф. Грекова (Палеолога) в I вып. «Русских паломников».